# Provincia di Mountain
Provincia di Mountain è una provincia delle Filippine, situata nell'interno della parte settentrionale di Luzon, nella Regione Amministrativa Cordillera.
Il capoluogo è Bontoc.

## Storia
La Mountain Province fu creata nel 1908 dagli statunitensi e comprendeva pressoché tutta l'area montuosa della Cordillera Central. Con il Republic Act n.4695 del 18 giugno 1966 avvenne uno smembramento che portò alla creazione delle province di Ifugao, Benguet e Kalinga-Apayao (inizialmente unite e poi divise a loro volta).
Mountain Province assunse quindi le attuali dimensioni, molto ridotte rispetto alle originali.

## Geografia fisica
Mountain Province confina con le seguenti province: a nord con Abra e Kalinga, ad est con Isabela, a sud con Ifugao e Benguet e ad ovest con Ilocos Sur.
Questa provincia non ha sbocchi sul mare e per l'83% il suo territorio è coperto dalle montagne della Cordillera Central, mentre il suolo classificato come foresta è più del 75%.

## Geografia antropica

### Suddivisioni amministrative
La provincia di Mountain Province comprende 10 municipalità:
- Barlig
- Bauko
- Besao
- Bontoc
- Natonin
- Paracelis
- Sabangan
- Sadanga
- Sagada
- Tadian

## Economia
L'attività estrattiva è la principale risorsa della Mountain Province e riguarda rame e oro ma anche materiali non metallici come gesso, argilla, sabbia e ghiaia.
La principale occupazione della popolazione è di gran lunga l'agricoltura (frumento, frutta, miele e caffè), ed è viva anche una grande tradizione artigianale legata alla lavorazione del legno e soprattutto alla tessitura che è la vera peculiarità di questa provincia.
In crescita il turismo legato alle bellezze naturali tra le quali spiccano numerose cascate.